# 吉田川 (小豆島町)
吉田川（よしだがわ）とは、小豆島を流れる全長5キロメートル（km）の吉田川水系二級河川である。

## 地理
島の最高峰星ヶ城山の北に源を発し、ほぼ北東流し、吉田湾に注ぐ。小豆島の河川の中では、河川放流量が最も多い。

## 河川施設および関連団体
- 吉田ダム